# Полдинг (окръг, Охайо)
Окръг Полдинг (на английски: Paulding County) е окръг в щата Охайо, Съединени американски щати. Площта му е 1085 km², а населението - 20 293 души (2000). Административен център е град Полдинг.